# Up Reisen gohn
Up Reisen gohn (Auf Reisen gehen) ist ein Schwank (ATU 1696). Er steht in den Kinder- und Hausmärchen der Brüder Grimm ab der 2. Auflage von 1819 an Stelle 143 (KHM 143).

## Inhalt

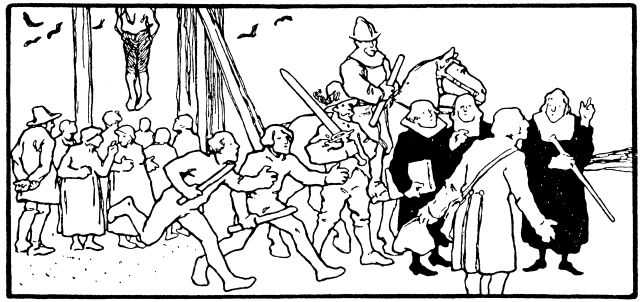
Illustration von Otto Ubbelohde, 1909

Die Mutter rät dem Sohn vom Reisen ab, weil sie arm sind, aber er will sich helfen und immer sagen: „Nicht viel, nicht viel, nicht viel.“ Er wird dann von Fischern verdroschen, weil sie wirklich wenig fangen. Auf seine Frage, was er hätte sagen sollen: „Fang voll, fang voll, fang voll.“ Dafür wird er bei einer Hinrichtung geschlagen. Er soll lieber sagen: „Gott tröste die arme Seele.“ Das wiederum ärgert einen Pferdehäuter an einem Graben. Für dessen Satz „Da liegt das Aas im Graben“ wird er von Kutschleuten so gepeitscht, dass er heim kriecht und nie mehr auf Reisen geht.

## Herkunft

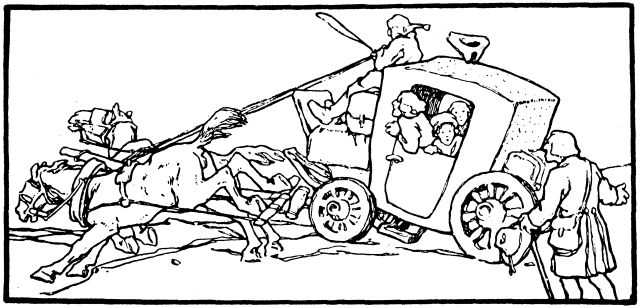
Illustration von Otto Ubbelohde, 1909

Grimms verorten obige Version im „Münsterland“ und schildern eine andere „aus dem Paderbörnischen“ mit neuen Scherzen (wohl beide von Familie von Haxthausen). Ähnlich erscheinen ihnen auch Witze über Schwerhörige oder die absichtlich falsch verstehende Schneidersfrau (Des Knaben Wunderhorn: Wir verstehen sie nicht), Jan Posset bei Jakob Ayrer und die Schüler des indischen Guru Nudle.
Der Märchenforscher Hans-Jörg Uther nennt zur Herkunft eine handschriftliche Fassung von Jenny von Droste-Hülshoff und vergleicht eine Fassung in Martin Montanuss Gartengesellschaft (Nr. 50) und in Michael Christoph Benz’ Neu-Erklingender Jubel-Schall. Dummenschwänke waren seit dem Spätmittelalter beliebt (vgl. KHM 7, 32, 34, 59, 104, 164), hier als Kettenerzählung (vgl. KHM 30, 80, 131). Der Text bestach wohl durch seinen Realismus.